# (10093) Diesel
(10093) Diesel est un astéroïde de la ceinture principale.

## Description
(10093) Diesel est un astéroïde de la ceinture principale. Il fut découvert par Eric Walter Elst le 18 novembre 1990 à l'ESO. Il présente une orbite caractérisée par un demi-grand axe de 2,39 UA, une excentricité de 0,105 et une inclinaison de 6,8° par rapport à l'écliptique.
Il fut nommé en hommage à Rudolf Diesel (1858-1913), ingénieur allemand inventeur du moteur éponyme.

## Compléments